# Madré
Ne doit pas être confondu avec Madre.
Madré est une commune française, située dans le département de la Mayenne en région Pays de la Loire, peuplée de 284 habitants.
La commune a la particularité de faire partie à la fois des provinces historiques du Maine et de la Normandie dans le pays de Passais.

## Géographie
| Saint-Julien-du-Terroux | Méhoudin Orne                            | Saint-Ouen-le-Brisoult Orne |
| Saint-Julien-du-Terroux | Madré                                    | Neuilly-le-Vendin           |
| Chevaigné-du-Maine      | Chevaigné-du-Maine, Javron-les-Chapelles | Javron-les-Chapelles        |

### Climat
Pour des articles plus généraux, voir Climat des Pays de la Loire et Climat du Val-d'Oise.
En 2010, le climat de la commune est de type climat océanique altéré, selon une étude du CNRS s'appuyant sur une série de données couvrant la période 1971-2000. En 2020, Météo-France publie une typologie des climats de la France métropolitaine dans laquelle la commune est exposée à un climat océanique et est dans une zone de transition entre les régions climatiques « Normandie (Cotentin, Orne) » et « Moyenne vallée de la Loire ». 
Pour la période 1971-2000, la température annuelle moyenne est de 10,5 °C, avec une amplitude thermique annuelle de 13,5 °C. Le cumul annuel moyen de précipitations est de 786 mm, avec 13,2 jours de précipitations en janvier et 7,7 jours en juillet. Pour la période 1991-2020, la température moyenne annuelle observée sur la station météorologique de Météo-France la plus proche, « Le Horps », sur la commune du Horps à 11 km à vol d'oiseau, est de 11,1 °C et le cumul annuel moyen de précipitations est de 857,1 mm,. La température maximale relevée sur cette station sur la période du 1er juillet 2003 au 2 juin 2025 est de 39,5 °C (en 2019), la température minimale de −12 °C (en 2012) et la hauteur maximale de précipitations en 24 h de 60 mm (en 2021).
Pour afficher une liste d’indicateurs climatiques caractérisant la commune aux horizons 2030, 2050 et 2100 et pouvoir ainsi s'adapter aux changements climatiques, entrer son nom dans Climadiag-commune, un site de Météo-France élaboré à partir des nouvelles projections climatiques de référence DRIAS-2020.

## Urbanisme

### Typologie
Au 1er janvier 2024, Madré est catégorisée commune rurale à habitat très dispersé, selon la nouvelle grille communale de densité à sept niveaux définie par l'Insee en 2022.
Elle est située hors unité urbaine et hors attraction des villes,.

### Occupation des sols
L'occupation des sols de la commune, telle qu'elle ressort de la base de données européenne d’occupation biophysique des sols Corine Land Cover (CLC), est marquée par l'importance des territoires agricoles (100 % en 2018), une proportion identique à celle de 1990 (100 %). La répartition détaillée en 2018 est la suivante : 
terres arables (52,1 %), prairies (44,2 %), zones agricoles hétérogènes (3,7 %). L'évolution de l’occupation des sols de la commune et de ses infrastructures peut être observée sur les différentes représentations cartographiques du territoire : la carte de Cassini (XVIIIe siècle), la carte d'état-major (1820-1866) et les cartes ou photos aériennes de l'IGN pour la période actuelle (1950 à aujourd'hui).

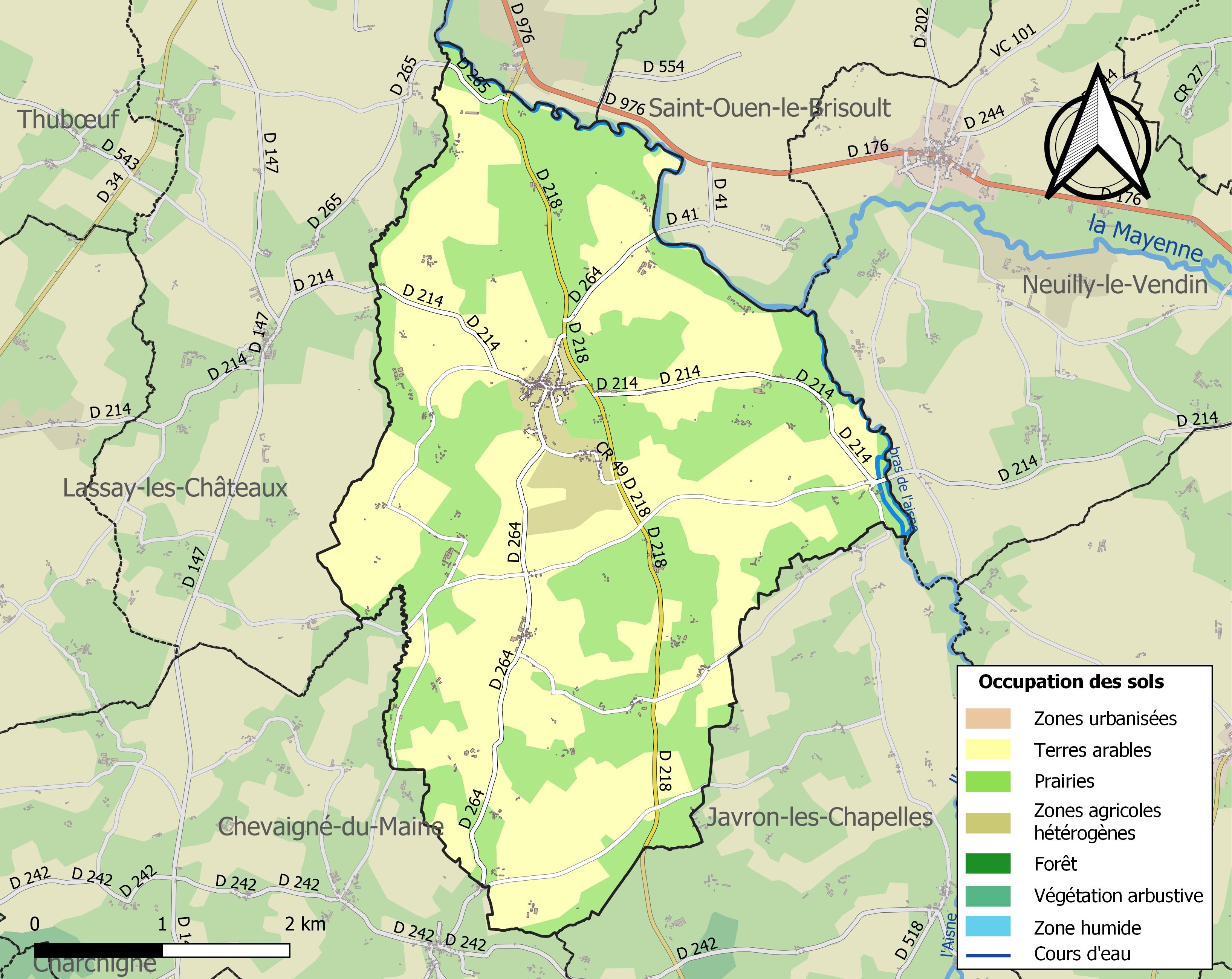
Carte des infrastructures et de l'occupation des sols de la commune en 2018 (CLC).

## Toponymie
Au IVe siècle, une monnaie mérovingienne attribuée à Madré portait l'inscription Materiacum; ecclesia de Materiaco IXe siècle, de Maidreio 1135, Ecclesia de Maydreio  1261, Maidré 1312, Rector de Maidreio …, locus de Maidré 1455, Saint-Maurice de Madré 1564.
E. Nègre a proposé que l'étymologie de Madré serait formée de l'anthroponyme roman Maturus adjoint du suffixe de lieu -acum. Cette hypothèse n'est pas compatible avec la mention Materiacum du IVe et celle de Materiaco du IXe, mais il est plus vraisemblable qu'elle soit issu du gallo-romain Mater "mère" + suff. -acum "domaine de", d'où  "Le Domaine de la Mère".

## Histoire
Le site de Madré est localisé sur un point culminant à près de 175 m. Il domine la région près de la confluence du ruisseau d'Andigné et de la Mayenne, qui l'entourent presque. Le nom Madré "Domaine de la Mère" est peut être en rapport avec un culte des Mères à l'époque gallo-romaine. Les déesses celtiques occupaient souvent les hauteurs et les monts
La paroisse est constituée assez anciennement pour que le rédacteur des Actes des évêques du Mans ose se permettre au IX s. d'en attribuer la fondation à saint Pavace, qui est fêté le 24 juillet,.
Guérin de Méhoudin, chevalier, cède au chapitre du Mans le patronage de l'église, mais Jean du Boulay réclame,se disant lui-même en possession de disposer du bénéfice et finit par conclure un accord en vertu duquel les chanoines et lui présenteraient alternativement à la cure, et qui est signé le samedi après la Saint-Maurice (fête patronale), 24 septembre 1261.
"La seigneurie de paroisse appartient, au moins dès le XIIIe, aux seigneurs du Boulay en
Bretignolles. C'est à ce titre que Jean du Boulay transige en 1261 avec le chapitre du Mans et qu'on voit dans la
suite présenter à la cure : le seigneur du Boulay,1564 ; Catherine de Chauvigné, douairière du Boulay,1583 ;
Jacques de Royers, grand bailli d'Alençon, commandant de la noblesse de Basse-Normandie,seigneur du
Boulay et de Septforges, etc".
"Le directoire du département supprimait civilement la paroisse et l'unissait à Saint-Julien du Terroux et à
Neuilly-le-Vendin, 8 août 1792".
"Du 29 juin au 8 juil. 1799, Madré, Saint-Julien, les Chapelles sont occupées par une troupe de quatre-vingts
insurgés sous les ordres de Jolibois et de Baglin, de Charchigné".

## Politique et administration
La paroisse de Madré étant à cheval sur la Normandie et le Maine, deux communes homonymes ont été créées à la Révolution, une en Mayenne et une dans l'Orne. Les deux communes sont fusionnées en 1824.

## Démographie
L'évolution du nombre d'habitants est connue à travers les recensements de la population effectués dans la commune depuis 1793. Pour les communes de moins de 10 000 habitants, une enquête de recensement portant sur toute la population est réalisée tous les cinq ans, les populations de référence des années intermédiaires étant quant à elles estimées par interpolation ou extrapolation. Pour la commune, le premier recensement exhaustif entrant dans le cadre du nouveau dispositif a été réalisé en 2007.
En 2022, la commune comptait 284 habitants, en évolution de −8,39 % par rapport à 2016 (Mayenne : −0,73 %, France hors Mayotte : +2,11 %).
| 1793  | 1800  | 1806  | 1821  | 1831  | 1836  | 1841  | 1846  | 1851  |
| ----- | ----- | ----- | ----- | ----- | ----- | ----- | ----- | ----- |
| 1 208 | 1 216 | 1 254 | 1 265 | 1 784 | 1 734 | 1 728 | 1 753 | 1 807 |

| 1856  | 1861  | 1866  | 1872  | 1876  | 1881  | 1886  | 1891  | 1896  |
| ----- | ----- | ----- | ----- | ----- | ----- | ----- | ----- | ----- |
| 1 685 | 1 581 | 1 522 | 1 337 | 1 306 | 1 202 | 1 085 | 1 059 | 1 012 |

| 1901 | 1906 | 1911 | 1921 | 1926 | 1931 | 1936 | 1946 | 1954 |
| ---- | ---- | ---- | ---- | ---- | ---- | ---- | ---- | ---- |
| 982  | 968  | 889  | 697  | 706  | 704  | 653  | 669  | 616  |

| 1962 | 1968 | 1975 | 1982 | 1990 | 1999 | 2006 | 2007 | 2012 |
| ---- | ---- | ---- | ---- | ---- | ---- | ---- | ---- | ---- |
| 575  | 521  | 488  | 375  | 362  | 356  | 357  | 357  | 347  |

| 2017 | 2022 | - | - | - | - | - | - | - |
| ---- | ---- | - | - | - | - | - | - | - |
| 293  | 284  | - | - | - | - | - | - | - |

## Culture et patrimoine

### Lieux et monuments
- Château de Vaugeois, situé sur la commune de Saint-Ouen-le-Brisoult (Orne), il s'étend sur les communes voisines de Neuilly-le-Vendin et de Madré.
- Château de la Motte.
- Église paroissiale Saint-Maurice.
- Écomusée de Madré.
- Gare de Madré, fermée totalement en 2012[réf. souhaitée].
- Chapelle de Saint-Aubert, située dans le hameau du même nom.

### Personnalités liées à la commune
- Alain Lambert (1946-), ministre du Budget de 2002 à 2004, a passé son enfance à Madré où son père était cordonnier[32].
- Jean-Jacques Reboux (1958-2021), écrivain et éditeur, y est né.

### Héraldique
| Blason de Madré | Blason  | D’azur, à un mont sur lequel s’élève un chêne, le tout d’or, et chargé de deux têtes de guivre de sinople, animées et lampassées de gueules, adossées et jointes. |
| Blason de Madré | Détails | L’azur indique la présence importante de l’eau. On trouve ainsi principalement les ruisseaux d’Anglaine, de Valoire, de l’Aisne et la rivière Mayenne. En outre l’azur est la couleur principale du blason du Maine, ancienne province dans laquelle se trouve Madré. Le mont et le chêne constituent ce que l’on appelle des armes parlantes dans le sens où le nom du village est clairement exprimé par le dessin. Les deux têtes de serpent arrachées et jointes symbolisent saint Aubert dont une chapelle est présente à Madré ainsi qu’un pèlerinage aujourd’hui estompé. En Bretagne d’où il est originaire, Aubert est représenté tenant une crosse au bout de laquelle s’entortillent deux têtes de serpent. Les ornements sont deux gerbes de blé d’or, mises en sautoir par la pointe et liées d’azur afin d’honorer l’activité agricole de la commune. Le listel d'argent porte le nom de la commune en lettres majuscules de sable. La couronne de tours dit que l’écu est celui d’une commune ; elle n’a rien à voir avec des fortifications. Le statut officiel du blason reste à déterminer. |